# Hettenschlag
Hettenschlag là một xã ở tỉnh Haut-Rhin trong vùng Grand Est ở đông bắc Pháp. Xã này có diện tích 7,71 km², dân số năm 1999 là 327 người. Khu vực này có độ cao 197 mét trên mực nước biển.